# Mek jezici
Mek jezici, skupina papuanskih jezika velike transnovogvinejske porodice, raširenih na indonezijskom dijelu otoka Nove Gvineje. Dijeli se na dvije uže podskupine, 
a) Zapadni s jezikom ketengban [xte] 9.970 (2000); i
b)  IstočnI sa šest jezika: eipomek [eip] 3.000 (1987 SIL); korupun-sela [kpq] 8.000 (1996 E. Young); nalca [nlc] 11.100 (2000); nipsan [nps] 2.500 (1993 R. Doriot); una [mtg] 4.000 (1991 SIL); i kosarek yale [kkl] 2.300 (1993 R. Doriot)

## Vanjske poveznice
- Ethnologue (14th)
- Ethnologue (15th)